# Římskokatolická farnost Hrob
Římskokatolická farnost Hrob (něm. Klostergrab) je církevní správní jednotka sdružující římské katolíky na území města Hrob a v jeho okolí. Organizačně spadá do teplického vikariátu, který je jedním z 10 vikariátů litoměřické diecéze.

## Historie farnosti
Po roce 1382 byla v místě zřízena plebánie. V roce 1786 se zde připomíná lokální duchovní správa, opět povýšená na samostatnou farnost v roce 1859. Duchovní správu zde vykonávali cisterciáci z kláštera v Oseku.

### Duchovní správcové vedoucí farnost

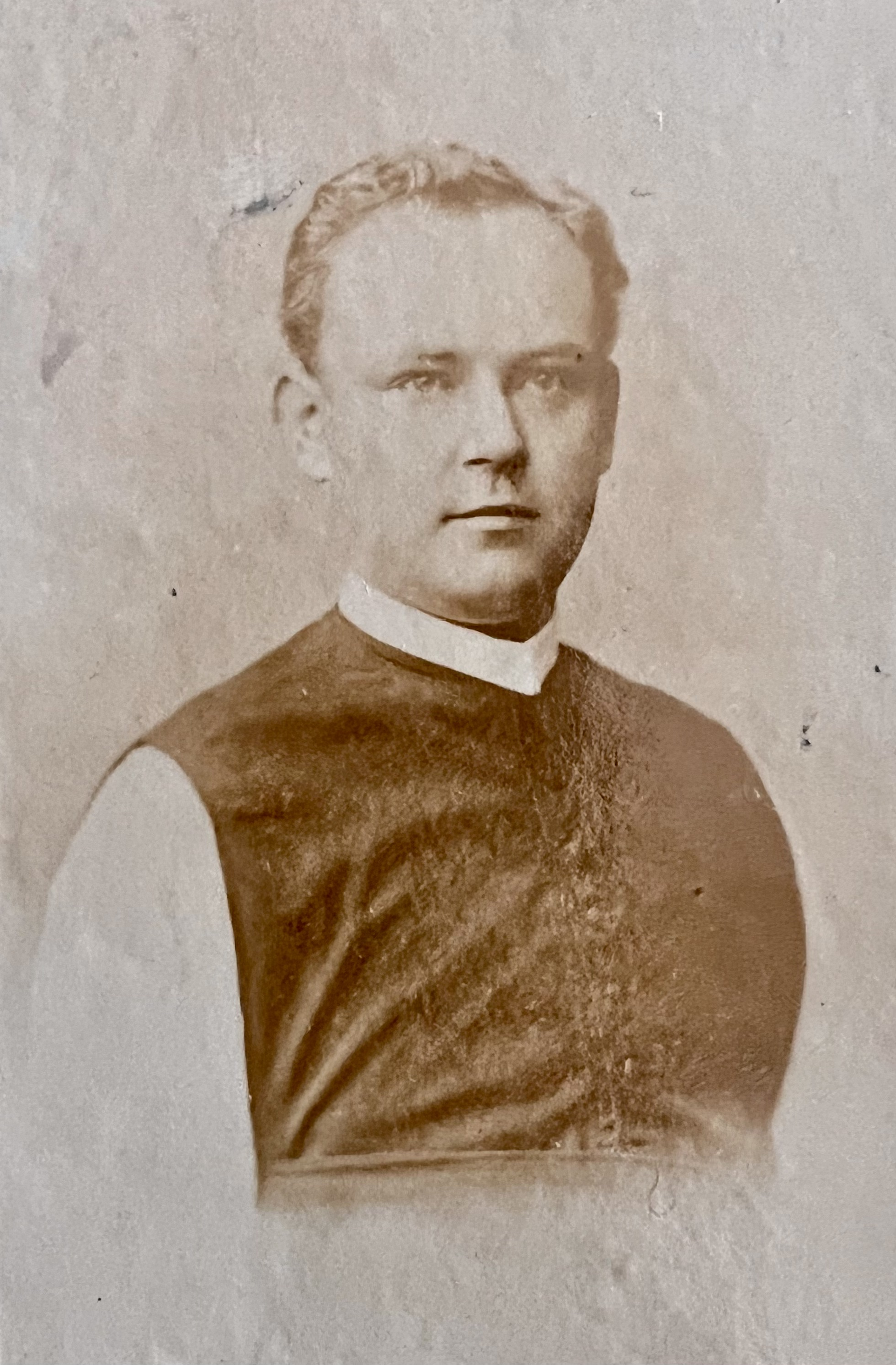
P. Alois Neumann O. Cist., r. 1905

Začátek působnosti jmenovaného v duchovní správě farnosti od:
- 1788 cap. loc. Adalb. Swojetinsky O. Cist.
- 1793 cap. loc. Leonard. Dont O. Cist., † 24. 4. 1802
- 1803 cap. loc. Norb. Hamann O. Cist.
- 1805 chybí katalog
- 1806 cap. loc. Rob. Weiss O. Cist., n. 16. 11. 1762 Leipa, o. 31. 8. 1788, † 21. 12. 1833
- 1815 cap. loc. Victor Keul O. Cist., n. 1. 7. 1773 Caaden, o. 25. 11. 1798, † 10. 9. 1840
- 1820 cap. loc. Wenc. Franzl O. Cist., n. 29. 5. 1777 Johnsdorf., o. x. 9. 1803
- 1821 cap. loc. Gregor. Müller O. Cist., n. 5. 12. 1779 Trubschicens. o. 8. 9. 1805, † 30. 4. 1849
- 1829 cap. loc. Petr Wolf O. Cist., n. 26. 11. 1782 Brüx, o. 16. 8. 1809, † 14. 7. 1829
- 1830 cap. loc. Franc. Paul. Müller O. Cist., n. 20. 8. 1785 Brüx, o. 16. 8. 1809, † 7. 6. 1850
- 1836 cap. loc. Placid. Herr O. Cist., n. 22. 12. 1787 Sporicens. o. 2. 9. 1815, † 5. 1. 1854
- 1841 cap. loc. Hieron. Mayer O. Cist., n. 26. 12. 1788 Maria Schein, o. 2. 9. 1815, † 9. 1. 1861
- 1848 cap. loc. Jos. Alois. Krühner O. Cist., n. 23. 11. 1795 Osegg, o. 8. 9. 1821
- 1854 chybí katalog
- 1855 cap. loc. Wenc. Cajet. Venus O. Cist., n. 7. 6. 1796 Klostergrab, o. 10. 8. 1826
- 1860 par. Wenc. Cajet. Venus O. Cist. n. 7. 6. 1796 Klostergrab, o. 10. 8. 1826, † 14. 1. 1871
- 1861 Theodor Jac. Petters O. Cist., n. 5. 12. 1808 Woelmsdorf. o. 3. 8. 1835, † 10. 10. 1875
- 1864 chybí katalog
- 1865 Alberic. Euseb. Hecht O. Cist., n. 31. 7. 1819 Broumov, o. 25. 7. 1844, † 2. 8. 1888
- 1870 Thomas Jos. Seckl O. Cist., n. 2. 1. 1827 Landeck, o. 25. 7. 1850, † 1. 1. 1885
- 1879 Othmar Ioann. Fischer O. Cist., n. 25. 11. 1832 Permesgrün, o. 25. 7. 1857, † 1. 8. 1884
- 1885 Malach. Car. Stingl O. Cist., n. 27. 2. 1839 Eger, o. 27. 7. 1865, † 14. 7. 1914
- 1889 Isidor Walter O. Cist., n. 8. 12. 1842 Oberleutensdorf, o. 18. 10. 1886, † 4. 1. 1910
- 1905 Alois Neumann O. Cist., n. 28. 12. 1863 Neustadt/T., o. 9. 10. 1887, † 15. 5. 1928
- 1921 Steph. Rom. Kocian O. Cist., n. 2. 5. 1871 Wildenschwert, o. 5. 7. 1896, † 3. 6. 1936
- 1936 Alph. Rud. Mornstein O. Cist., n. 16. 5. 1894 Hauptmannsdorf, o. 2. 6. 1918, † 1. 4. 1954
- 1. 1. 1941 Ewald Fuchs O. Cist., n. 28. 12. 1906 Parchen, o. 28. 6. 1931, exil Marienstern, Sachsen
- 1. 12. 1945 Engelbert Tomsche O. Cist, † 11. 07. 1986
- 1945 Zikmund Jan Kapic O. Cist
  - Josef Novosad SDB
  - Ferd. Kramář
- 1. 5. 1952 Jiří Mickel O. Cist
- 1. 5. 1962 Steph. Sivák
- 22. 2. 1963 Antonín Pospíšil
- 1. 6. 1963 Jaroslav Novosad
- 1. 4. 1994 Milan Matfiak
- 1. 6. 1999 Josef Hurt
- 1. 7. 2001 Štefan Pilarčík, admin. exc. z farnosti Duchcov, přičemž bydlel přímo v Hrobu; od 1. 9. 2017 farář[1]

Kromě kněží stojících v čele farnosti, působili ve farnosti v průběhu její historie i jiní kněží. Většinou pracovali jako farní vikáři, kaplani, katecheté, výpomocní duchovní aj.

## Římskokatolické sakrální stavby a místa kultu na území farnosti
| | Fotografie | Stavba             | Místo    | Bohoslužby                      | Zeměpisné souřadnice             | Status       | Číslo kulturní památky                       |
| Kostel | Kostel     | Kostel             | Kostel   | Kostel                          | Kostel                           | Kostel       | Kostel                                       |
| --- | ---------- | ------------------ | -------- | ------------------------------- | -------------------------------- | ------------ | -------------------------------------------- |
| 1. |            | Kostel sv. Barbory | Hrob     | bližší informace o bohoslužbách | 50°39′24″ s. š., 13°43′21″ v. d. | farní kostel | 42832/5-2603 (Pk•MIS•Sez•Obr•WD) (Q21296240) |
| Kaple |            |                    |          |                                 |                                  |              |                                              |
| 2. |            | Kaple              | Křižanov | bohoslužby příležitostně        |                                  | kaple        | —                                            |
| Některé drobné sakrální stavby a pamětihodnosti lze dohledat zde v databázi Drobné sakrální památky Zaniklé sakrální stavby lze dohledat zde v databázi Poškozené a zničené kostely, kaple a synagogy v České republice |            |                    |          |                                 |                                  |              |                                              |

Ve farnosti se mohou nacházet i další drobné sakrální stavby, místa římskokatolického kultu a pamětihodnosti, které neobsahuje tato tabulka.

## Farní obvod
Z důvodu efektivity duchovní správy byl vytvořen farní obvod (kolatura) sestávající z přidružených farností spravovaných excurrendo z Hrobu. Jsou to:
1. Římskokatolická farnost Košťany u Teplic v Čechách
2. Římskokatolická farnost Ledvice
3. Římskokatolická farnost Moldava
4. Římskokatolická farnost Zabrušany